# گمینا رازنگ پودلاسکی
گمینا رازنگ پودلاسکی (به لهستانی:  Gmina Radzyń Podlaski) یک گمینا در لهستان است که در شهرستان رازنگ پودلاسکی واقع شده‌است. گمینا رازنگ پودلاسکی ۱۵۵٫۱۷ کیلومتر مربع مساحت و ۸٬۰۲۸ نفر جمعیت دارد.